# Бёрде
Бёрде (нем. Börde) — район в Германии. Центр района — город Ошерслебен. Район входит в землю Саксония-Анхальт. Занимает площадь 872,44 км². Население — 74 947 чел. Плотность населения — 86 человек/км².
Официальный код района — 15 3 55.
Район подразделяется на 36 общин.

## Города и общины
Город
1. Зюльцеталь (9830)

Объединения общин
Управление Бёрде-Ванцлебен
1. Ботмерсдорф (742)
2. Домерслебен (1152)
3. Драйлебен (594)
4. Эггенштедт (279)
5. Грос-Роденслебен (1096)
6. Хоэндоделебен (1797)
7. Клайн-Роденслебен (575)
8. Клайн-Ванцлебен (2482)
9. Зехаузен (1907)
10. Ванцлебен (5323)

Управление Обере-Аллер
1. Барнеберг (772)
2. Драккенштедт (440)
3. Друксберге (434)
4. Айльслебен (2249)
5. Харбке (1875)
6. Хётенслебен (2662)
7. Мариенборн (511)
8. Офельгюнне (417)
9. Зоммерсдорф (1092)
10. Уммендорф (1043)
11. Фёльпке (1626)
12. Вефенслебен (2150)
13. Вормсдорф (555)

Управление Ошерслебен (Боде)
1. Альтбрандслебен (337)
2. Хадмерслебен (1868)
3. Хорнхаузен (1735)
4. Ошерслебен (17 610)
5. Пезеккендорф (223)
6. Шермке (641)

Управление Вестлихе-Бёрде
1. Ам-Гроссен-Брух (1667)
2. Ауслебен (1951)
3. Грёнинген (4093)
4. Кроппенштедт (1642)
5. Ваккерслебен (744)
6. Вульферштедт (833)